# Christian Bouchindhomme
 (avril 2014).
Christian Bouchindhomme (1954- ) est un traducteur français. Enseignant à l'Université Paris-Dauphine, il a participé à la fin des années 1970 à la création des Cahiers de philosophie.
Connu notamment pour ses traductions de Jürgen Habermas et de Karl-Otto Apel, il a fait paraître plusieurs collectifs avec Rainer Rochlitz (avec qui il a traduit plusieurs ouvrages avant le décès prématuré de ce dernier). Bouchindhomme a également traduit des essais de Max Weber, Hermann Broch et Hilary Putnam.

## Publications
- avec Rainer Rochlitz (dir.), « Temps et récit » de Paul Ricœur en débat, avec des contributions de Jean-Pierre Bobillot, Rüdiger Bubner, Claude Brémond, Jean Grondin, et al., Paris, Éditions du Cerf, « Procope », 1990.
- avec Rainer Rochlitz (éd. et présentation), Théories esthétiques après Adorno, textes de Hans Robert Jauss, Rüdiger Bubner, Karl Heinz Bohrer, Peter Bürger, et al. ; textes édités et présentés par Rainer Rochlitz ; trad. de l'allemand par Rainer Rochlitz et Christian Bouchindhomme, Paris, Actes Sud, 1990.
- avec Rainer Rochlitz (dir.), L'art sans compas : redéfinitions de l'esthétique, Paris, Éditions du Cerf, « Procope », 1992,  (ISBN 2-204-04650-7)
- avec Rainer Rochlitz (dir.), Habermas, la raison, la critique, Paris, Éditions du Cerf, « Procope », 1996,  (ISBN 2-204-05379-1)
- Le vocabulaire de Habermas, Paris, Ellipses, « Vocabulaire de... », 2002,  (ISBN 2-7298-1292-X)

### Traductions

#### Jürgen Habermas
- Jürgen Habermas, Morale et communication : conscience morale et activité communicationnelle, trad. de l'allemand et introduction par Christian Bouchindhomme, Paris, Éditions du Cerf, « Passages », 1986.
- Jürgen Habermas, Le Discours philosophique de la modernité : douze conférences, trad. de l'allemand par Christian Bouchindhomme et Rainer Rochlitz, Paris, Gallimard, « Bibliothèque de philosophie », 1988 ; rééd. 1990.
- Jürgen Habermas, Écrits politiques : culture, droit, histoire, trad. de l'allemand par Christian Bouchindhomme et Rainer Rochlitz, Paris, Éditions du Cerf, « Passages », 1990 ; rééd. Paris, Flammarion, « Champs », 1999. Trad. de : Kleine politische Schriften, t. V, VI, VII)  (ISBN 2-08-081422-2)
- Jürgen Habermas, Morale et communication : conscience morale et activité communicationnelle, trad. de l'allemand et introduction par Christian Bouchindhomme, Paris, Éditions du Cerf, « Passages », 1991. ; Flammarion, « Champs », 1999,  (ISBN 2-08-081420-6)
- Jürgen Habermas, Droit et démocratie : entre faits et normes, trad. de l'allemand par Rainer Rochlitz et Christian Bouchindhomme, Paris, Gallimard, « NRF essais », 1997. (Trad. de : Faktizität und Geltung : Beiträge zur Diskurstheorie des Rechts und des demokratischen Rechtsstaats)  (ISBN 2-07-073352-1)
- Jürgen Habermas, Droit et morale : Tanner lectures, 1996, trad. de l'allemand par Christian Bouchindhomme et Rainer Rochlitz, Paris, Éditions du Seuil, « Traces écrites », 1997. (Traduction de : Recht und Moral, Tanner lectures, 1996).  (ISBN 2-02-022751-7)
- Jürgen Habermas, L'avenir de la nature humaine : vers un eugénisme libéral ?, trad. de l'allemand par Christian Bouchindhomme, Paris, Gallimard, « NRF essais », 2002. Trad. de : Die zukunft der menschlichen natur : auf dem zu einer liberalen eugenik ?).  (ISBN 2-07-076531-8)
- Jürgen Habermas et Jacques Derrida, Le concept du 11 septembre, dialogues à New-york, octobre-décembre 2001 avec Giovanna Borradori, trad. de l'allemand par Christian Bouchindhomme ; traduit de l'anglais (États-Unis) par Sylvette Gleize, Paris, Galilée, « La philosophie en effet », 2004. (Trad. de : Philosophy in a time of terror).  (ISBN 2-7186-0620-7)
- Jürgen Habermas, De l'usage public des idées : écrits politiques, 1990-2000, trad. de l'allemand et de l'anglais par Christian Bouchindhomme, Paris, Fayard, 2005. (Recueil de textes extraits de diverses publications).  (ISBN 2-213-62202-7)
- Jürgen Habermas, Une époque de transitions : écrits politiques, 1998-2003, trad. de l'allemand et de l'anglais par Christian Bouchindhomme, Paris, Fayard, 2005. (Trad. de : Zeit der Übergänge : Kleine politische Schriften IX)  (ISBN 2-213-61785-6)
- Jürgen Habermas, Idéalisations et communication : agir communicationnel et usage de la raison, trad. de l'allemand par Christian Bouchindhomme, Paris, Fayard, 2006. (Trad. de : Kommunikatives Handeln und detranszendentalisiert Vernunft)  (ISBN 2-213-61784-8)
- Jürgen Habermas, Sur l'Europe, postface de Christian Bouchindhomme ; trad. de l'allemand par Christian Bouchindhomme et Alexandre Dupeyrix, Paris, Bayard, 2006. Recueil de textes extraits de diverses revues et publications, 2004-2005,  (ISBN 2-227-47559-5)
- Jürgen Habermas, Parcours 1 (1971-1989). Sociologie et théorie du langage - Pensée postmétaphysique, trad. de l'allemand par Christian Bouchindhomme et Rainer Rochlitz, édition de Christian Bouchindhomme, revu et actualisé par Frédéric Joly, Paris, Gallimard, coll. « NRF Essais », 2018, 576 p.  (ISBN 9782072768958)
- Jürgen Habermas, Parcours 2 (1990-2017). Théorie de la rationalité - Théorie du langage, trad. de l'allemand par Christian Bouchindhomme, Frédéric Joly et Valéry Pratt, édition de Christian Bouchindhomme, Paris, Gallimard, coll. « NRF Essais », 2018, 656 p.  (ISBN 9782070453924)

#### Karl-Otto Apel
- Karl-Otto Apel, Discussion et responsabilité. I, L'éthique après Kant, trad. de l'allemand par Christian Bouchindhomme, Marianne Charrière et Rainer Rochlitz, Paris, Éditions du Cerf, « Passages », 1996. (Trad. de : Diskurs und Verantwortung : das Problem des Übergangs zur postkonventionnellen Moral, Recueil de textes trad., extr. pour la plupart de diverses revues et publications, 1980-1987).  (ISBN 2-204-05420-8)
- Karl-Otto Apel, Discussion et responsabilité. II, Contribution à une éthique de la responsabilité, trad. de l'allemand par Christian Bouchindhomme et Rainer Rochlitz, Paris, Éditions du Cerf, « Passages », 1998. (Trad. de : Diskurs und Verantwortung. Das Problem des Übergangs zur postkonventionnellen Moral, Recueil de textes extraits pour la plupart de diverses revues et publications, 1986-1988).  (ISBN 2-204-05789-4)
- Karl Otto Apel, Transformation de la philosophie. I, traduction par Christian Bouchindhomme, Thierry Simonelli et Denis Trierweiler, Paris, les Éditions du Cerf, « Passages », 2007. Traduction de : Transformation der Philosophie. Band I, Recueil de textes extraits pour la plupart de diverses revues et publications, 1955-1972,  (ISBN 2-204-08110-8)

#### Autres
- Max Weber, Histoire économique : esquisse d'une histoire universelle de l'économie et de la société, trad. de l'allemand par Christian Bouchindhomme ; préface de Philippe Raynaud, Paris, Gallimard, « Bibliothèque des sciences humaines », 1991.
- Hilary Putnam, Définitions, trad. de l'anglais (États-Unis), présentation et entretien par Christian Bouchindhomme, Combas, Éditions de l'Éclat, 1992. (Réunit : « Pourquoi ne peut-on pas naturaliser la raison » et « Les voies de la raison », entretien avec Christian Bouchindhomme).  (ISBN 2-905372-70-2)
- Hermann Broch, Logique d'un monde en ruine : six essais philosophiques, traduit de l'allemand par Christian Bouchindhomme et Pierre Rusch, Paris, Éditions de l'Éclat, « Philosophie imaginaire », 2005. (Recueil de textes écrits entre 1931-1946).  (ISBN 2-84162-060-3)